# Maria Kisito
Maria Kisito (Sovu, Rwanda, 22 juni 1964; oorspronkelijke naam: Julienne Mukabutera) is een Rwandese non die is veroordeeld voor haar misdaden tijdens de Rwandese genocide in 1994.

## Gebeurtenissen tijdens de genocide
Kisito was in 1994 een Benedictijnse non in het klooster van Sovu, nabij de stad Butare in de provincie Zuid in Rwanda.
In het klooster bevonden zich duizenden vluchtelingen.
Ze heeft hen, samen met de overste van het klooster, Consolata Mukangango (zuster Gertrude), uitgeleverd aan de Hutu-milities, die de vluchtelingen hebben verbrand en afgeslacht.
Ze verstrekten ook benzine aan de milities, die daarmee een garage in brand staken waar 500 vluchtelingen in zaten.
Dit alles gebeurde in de periode van 17 april tot 7 mei 1994, met name 22 en 25 april, en 6 mei 1994.

## Proces en veroordeling
Op basis van de Belgische genocidewet (later ingetrokken) is een proces begonnen tegen Kisito en drie andere personen, de "Vier van Butara".
Het was het eerste proces waarin die wet werd toegepast.
De verdachten woonden toen in België, waar zij na de genocide naartoe waren gevlucht.
Allen zijn Hutus.
Kisito werd beschuldigd van:
- moord op Déo Gatete en Placide Sept
- moord op Chantal Musabyemariya en Arnaud Crispin Butera
- moord op een onbekend aantal personen waarvan de identiteit tot op heden niet is vastgesteld

Alle vier verdachten hielden vol dat ze onschuldig waren, en tegen alle vier werd levenslange gevangenisstraf geëist.
Er waren meer dan honderd getuigenverklaringen.
Volgens een van de getuigenverklaringen zou Kisito enkele jaren eerder haar schuld hebben toegegeven; Kisito ontkende dat.
Een citaat uit de getuigenverklaringen:
We zochten een schuilplaats in de garage en sloten en barricadeerden de deuren. Buiten is een bloedbad aan de gang. Plotseling begint een wees te huilen omdat het te warm wordt in de garage. Meteen naderen de moordenaars de garage. 'De nonnen komen ons helpen. Ze brengen benzine mee,' hoorde ik [Rekeraho] zeggen. Toen ik door een gat keek dat de militieleden ondertussen in de muur hadden gemaakt, zag ik inderdaad zuster Gertrude en zuster Kisito. De laatste droeg een jerrycan met benzine. Kort daarop werd de garage in brand gestoken.— Getuigenis tegen twee katholieke nonnen, de zusters Gertrude en Maria Kisito in een Brusselse rechtbank, mei 2001.
Kisito noemde de getuigenverklaringen tegen haar "een leugen".
De jury oordeelde dat alle vier schuldig waren aan volkerenmoord.
Kisoto werd op 8 juni 2001 veroordeeld tot twaalf jaar gevangenisstraf wegens moord, voor haar aandeel in het afslachten van ongeveer 7000 vluchtelingen tijdens de Rwandese genocide.
In de rechtszaal hadden velen verwacht, zelfs sommige advocaten van de klagende partij, dat Kisito een minder zware straf zou krijgen, of zelfs onschuldig was.
De Rwandese regering was positief over het vonnis.

## Vrijlating
Kisito werd vervroegd vrijgelaten door een besluit van de rechtbank voor strafuitvoering van Bergen op 13 juni 2007.
Na te zijn vrijgelaten trad ze toe tot de abdij van Maredret.